# Battaglia di Soncino (1312)
La battaglia di Soncino fu uno scontro verificatosi il 16 marzo 1312 tra le forze guelfe dei Della Torre insieme ai loro alleati e quelle imperiali con l'appoggio dei Visconti nei pressi dell'omonima cittadina cremonese.

## Antefatti
Nell'ottobre 1310 Enrico VII di Lussemburgo iniziò la sua discesa in Italia per ottenere l'incoronazione a Re d'Italia e imperatore da parte di papa Clemente V. Valicò le Alpi con un esercito composto da 5 000 fanti e 500 cavalieri, giungendo nel novembre a Torino poi ad Asti dove l'intromissione negli affari politici della città mise in allarme le città guelfe italiane. Il 6 gennaio 1311 venne incoronato Re d'Italia a Milano, nella Basilica di S.Ambrogio da parte dell'arcivescovo Cassono della Torre. I Della Torre organizzarono una rivolta contro le forze imperiali che venne però repressa nel sangue e costrinse alla fuga il signore della città, Guido della Torre. L'imperatore cercò poi di far valere i diritti imperiali sulle terre comunali, di sostituire i regolamenti comunali con le leggi imperiali e impose una pesante tassazione su tutte le città italiane. Queste misure portarono allo scoppio di rivolte in molte città guelfe, tra cui Bergamo, Brescia, Lodi e Cremona con la cacciata dei vicari imperiali. L'imperatore rispose sopprimendo ogni resistenza. Dopo aver ripreso il controllo su Lodi fu la volta Cremona, dove si erano rifugiati i Della Torre, che fu presa il 26 aprile 1311 e le cui mura furono rase al suolo. Nell'estate del 1311 pose l'assedio a Brescia che cadde solo il 15 ottobre dopo quattro mesi di resistenza. Il 13 luglio 1311, sotto le mura della città, Matteo Visconti fu nominato vicario imperiale a Milano mentre Amedeo V di Savoia vicario generale in Lombardia. Tra dicembre 1311 e gennaio 1312, mentre l'imperatore si trovava a Genova, dove era morta la moglie Margherita di Brabante, gran parte delle città lombarde, emiliane e toscane si ribellarono al potere imperiale e costituirono una Lega Guelfa a Bologna. Nel febbraio del 1312 Amedeo V di Savoia abbandonò l'incarico di vicario generale di Lombardia e fu sostituito da Werner von Homberg con il titolo di Capitano generale della Lega e confederazione delle città fedeli all'impero ovvero Milano, Como, Novara, Vercelli, Bergamo, Brescia, Lodi, Cremona e Piacenza. Guglielmo Cavalcabò, con l'appoggio dei cremonesi, cacciò il vicario imperiale Galeazzo Visconti dalla città e insediò quale podestà il guelfo Passerino della Torre. A Soncino non vi furono particolari scontri tra guelfi e ghibellini per tutto il 1311, ma nel febbraio del 1312 Venturino Fondulo, a cui ne era stata affidata la difesa dall'imperatore nell'estate dell'anno precedente, decise di cambiar bandiera e, in accordo con Venturino Benzone di Crema, espulse Nazario Quinzoni insieme ai ghibellini della cittadina.
Preso atto della situazione, Werner von Homberg radunò i fuoriusciti in concilio a Lodi ma, constatando che ciascuno riteneva prioritario il proprio ripristino e che così facendo le forze si sarebbero disperse in troppi scontri e avrebbero rischiato di non raggiungere gli obiettivi che si erano preposti, risolse di affidarsi alla di Matteo Visconti, che grazie alla sua influenza e moderazione era ritenuto l'unico in grado di mediare tra le esigenze di ciascuno.

## Battaglia
Mentre si teneva il concilio a Lodi, Guglielmo Cavalcabò e Passerino della Torre, esortati dal Fondulo, mossero da Cremona per occupare il castello di Soncino, ma giuntivi si avvidero che era stato occupato dalla fazione avversa che non aveva alcuna intenzione di cederlo. Costruirono pertanto frettolosamente un muro a secco tutt'intorno per difendersi da eventuali sortite. I ghibellini soncinesi, inoltre, avevano inviato un messo a Brescia per avvertire del tradimento il conte Werner von Homberg che subito si mise alla testa di 400 cavalieri tedeschi e bresciani mandando ad avvertire Cressono Crivelli a Milano affinché si congiungesse alle sue forze con un'altra squadra di cavalieri. Arrivati a Soncino si schierarono presso le case del borgo che si trovavano fuori le mura, poco più a nord del castello, senza curarsi di eventuali assalti da parte delle truppe guelfe. I guelfi, da parte loro, non approfittarono della stanchezza dei nemici, provati da una lunga marcia, della loro inferiorità numerica, dell'assenza di una posizione fortificata e del loro arrivo in corpi staccati tra loro. Secondo il Cermenate, Passerino della Torre era deciso a dar subito battaglia ma Giacomo Cavalcabò decise di non attaccare i ghibellini dopo aver consultato i suoi astrologi e aver avuto un responso sfavorevole, adducendo quale pretesto l'arrivo imminente di rinforzi che gli avrebbero assicurato la vittoria. Questo diede tempo alle forze ghibelline di ricevere rinforzi e riorganizzarsi I guelfi decisero di inviare alcuni fanti e cavalieri in aiuto di coloro che stavano già assediando il castello. Una vedetta, accortasi dell'arrivo di rinforzi da Cremona e dell'indebolimento dello schieramento guelfo, ne informò il conte proprio mentre al campo ghibellino si stava già pensando di ritirarsi. Cressono Crivelli, dopo un breve discorso d'incitamento, decise di assaltare immediatamente il nemico. Werner von Homberg fece squillare le trombe e messosi alla testa dei suoi cavalieri caricò le truppe che stavano giungendo in soccorso del Cavalcabò, disperdendole e decimandole essendo il territorio una campagna pianeggiante e priva di ripari. Chi non fu ucciso venne preso prigioniero (tra questi lo stesso Cavalcabò) e ben pochi riuscirono a fuggire, poi l'Homberg fece ripiegare la cavalleria verso Soncino. A questo punto l'esercito ghibellino diede l'assalto alle mura della cittadina che erano difese da guelfi bergamaschi, cremonesi e cremaschi, tra questi ultimi vi era il Fondulo. I difensori riuscirono a respingere un primo assalto ma poi si avvidero la porta che dava verso Cremona era rimasta aperta nella vana attesa di ulteriori rinforzi; per fiaccare gli animi dei difensori, inoltre, l'Homberg fece trascinare sotto le mura i prigionieri. Passerino della Torre, accortosi che i difensori avrebbero avuto scarse speranze di respingere il nemico e che il loro morale era ormai basso, decise di fuggire per non essere preso prigioniero dal Crivelli. La cavalleria ghibellina si portò allora davanti alla porta rimasta aperta sbarrando la fuga a coloro che ancora tentavano di fuggire che rientrarono disordinatamente in città senza riuscire a sbarrarla e permettendo l'ingresso di alcuni nemici. I difensori della rocca, convinti dell'imminente vittoria dei loro alleati ghibellini, effettuarono una sortita demolendo il debole muro eretto dagli avversari. Frattanto Giacomo Cavalcabò si precipitò verso la porta per tentare di difenderla ma i soldati cremonesi, ritenendo l'impresa disperata, si rifiutarono di seguirlo, così, lasciato solo insieme ad una manciata di uomini, caricò coraggiosamente la cavalleria tedesca ma fu presto ferito e catturato. Il Cavalcabò venne poi condotto presso la piazza del Comune dove gli fu tolto l'elmo e venne barbaramente giustiziato a colpi di mazza da Werner von Homberg che lo schernì affermando che d'ora in avanti non avrebbe più cavalcato né cavalli né buoi. Il suo corpo rimase esposto per due giorni. Dopo la morte di Cavalcabò i guelfi si arresero e, gettate le armi, si rifugiarono nelle loro case e gli fu risparmiata la vita. Venturino Fondulo e due suoi figli vennero catturati, legati per i piedi a dei cavalli e trascinati per le vie per poi essere impiccati ad un albero nella parte orientale della cittadina, presso il castello; anch'essi rimasero appesi per giorni quale monito alla popolazione. Venturino Benzone fu consegnato ai ghibellini cremaschi e strangolato. In seguito altri trenta guelfi soncinesi ricevettero lo stesso trattamento, i loro beni furono confiscati, le case demolite mentre altri, presi prigionieri dai tedeschi, furono costretti a pagare un riscatto per essere liberati.

## Conseguenze
La sconfitta di Soncino e la violenza con cui vennero giustiziati i capi della rivolta gettò nella costernazione le città guelfe ribelli. Enrico VII di Lussemburgo venne incoronato imperatore il 29 giugno 1312 presso il Laterano. Successivamente assediò Firenze ma fu costretto a rinunciare alle operazioni dopo sei settimane essendo in inferiorità numerica e riuscendo a cingere solo una piccola parte delle mura. Intraprese numerose operazioni militari contro altre città toscane che alla fine del 1312 risultavano ormai in gran parte sotto controllo imperiale. Nel 1313 avviò la campagna contro Roberto d'Angiò, re di Napoli, assediando Siena sotto le cui mura si ammalò di malaria. Poco dopo fu avvelenato con l'arsenico e morì il 24 agosto 1313 nella chiesa di S.Pietro a Buonconvento.